# توماس والتر سوان
توماس والتر سوان (بالإنجليزية: Thomas Walter Swan)‏ هو قاضي أمريكي، ولد في 20 ديسمبر 1877، وتوفي في 13 يوليو 1975.